# Lind (Winterthur)

Karte des Quartiers

Lind ist ein Quartier der Schweizer Stadt Winterthur nordöstlich des Stadtzentrums. Es bildet zusammen mit den Quartieren Altstadt, Heiligberg, Tössfeld, Brühlberg und Neuwiesen den Stadtkreis 1 (Stadt).

## Geografie
Das Quartier Lind liegt nördlich sowie östlich der Winterthurer Altstadt. Es wird unterschieden zwischen dem «Inneren Lind» südlich der Bahnlinie und dem «Äusseren Lind» nördlich der Bahnanlagen. Da das Quartiergebiet auch einen Teil des Lindbergs umfasst, gehört es flächenmässig zu den grösseren Quartieren Winterthurs.
Im Süden bilden die Merkurstrasse, Museumstrasse, General-Guisan-Strasse, Römerstrasse und Agnesstrasse den Grenzverlauf zum Altstadtquartier. Weiter bildet die St. Galler- und Thurgauerstrasse im Süden die Grenze zum Quartier Deutweg (Stadtkreis Mattenbach). Im Osten liegt Oberwinterthur, wobei entlang der Geiselweid- und Römerstrasse eine gemeinsame Grenze mit Grüze besteht und nördlich der Bahnstrecke der Bäumliweg die Grenze zum Talacker bildet. Im Lindberg selbst besteht auch noch ein gemeinsamer Grenzverlauf mit Zinzikon sowie mit der im Norden gelegenen Gemeinde Seuzach. Im Westen grenzt Lind an das zu Veltheim gehörende Quartier Rosenberg, wobei der Grenzverlauf zuerst entlang des Waldrands mitten durch den Friedhof Rosenberg verläuft und danach entlang der Schaffhauserstrasse. Entlang der Bahnstrecke Winterthur–Schaffhausen grenzt Lind schliesslich noch an Neuwiesen.

## Bildung
Das Quartier Lind wird grösstenteils durch die Primarschule Lind abgedeckt. Zu dieser gehören die auf dem Quartiergebiet liegenden Kindergärten Inneres Lind und Äusseres Lind sowie der Kindergarten Geiselweid auf Quartiergebiet von Altstadt, der aber auch den östlichen Teil Linds abdeckt. Die beiden Primarschulhäuser Geiselweid und Altstadt, die beide im Altstadtquartier selbst liegen, gehören ebenfalls zur Primarschule Lind. Die Sekundarstufe besuchen die Schüler danach im Sekundarschulhaus St. Georgen in der Nähe des Bahnhofs.
An der Rychenbergstrasse befinden sich zudem, ein wenig abseits des Stadtzentrums, mit den Gymnasien Im Lee und Rychenberg zwei der drei Kantonsschulen in der Stadt Winterthur.

## Geschichte
Insbesondere das Innere Lind ausserhalb der Altstadt wurde bereits im 18. Jahrhundert für Villenbauten der vermögenderen Bevölkerung Winterthurs benutzt. So datiert an der Museumstrasse die Villa Sulzberg auf das Jahr 1786 und das Haus zum Jakobsbrunnen auf das Jahr 1802. Viele Villenanlagen aus dem 18. Jahrhundert wurden jedoch inzwischen abgebrochen, hierzu gehören beispielsweise die Häuser «zum Palmengarten» an der Römerstrasse 26 (erbaut 1740/50), «zur Pflanzschule» an der St. Georgenstrasse 5 (erbaut 1771/72) oder «zum Platanengut» an der Museumstrasse 21 (erbaut 1780).
Der Grundstein für die geordnete Überbauung des Inneren Lind legte die Stadt schliesslich in den Jahren 1864 bis 1866 mit der Anlage eines rechtwinkligen Strassennetzes. Danach entstand die Villa Bühler-Egg, die heute das Münzkabinett beherbergt, im Jahr 1868. 1869 wurde die Turnhalle Lind als Nachfolge des Turnhauses Stadthausstrasse an der heutigen St. Georgenstrasse erbaut, und 1876/77 folgte an der St. Georgenstrasse 59a im Auftrag der Hülfsgesellschaft Winterthur mit dem Kindergarten Inneres Lind der erste Kindergarten der Stadt. Die Villen Keller-Egg und Trollegg an der Hermann-Götz-Strasse stammen aus den Jahren 1873 und 1896. Die meisten Bauten im Inneren Lind, zumeist Einfamilienhäuser und Bauten der gehobeneren Bevölkerung Winterthurs, entstanden im ausgehenden 19. und im ersten Jahrzehnt des 20. Jahrhunderts.
Die Überbauung des als Äusseres Lind bezeichneten Areals jenseits der Bahnlinie begann in der zweiten Hälfte des 19. Jahrhunderts. Zuvor stand lange Zeit neben der Brauerei Haldengut, die 1843 gegründet wurde, noch nicht viel. 1876 entstand unterhalb der Brauerei das Einwohnerspital Winterthur (heute Kantonsspital). Die ersten grösseren Überbauungen folgten in den 1890er-Jahren mit den Siedlungen Blatterstrasse und dem Brauerquartier. 1906 wurde am Lindberg die Privatklinik Lindberg gebaut, da das Winterthurer Bürgertum dazumal das Kantonsspital mit seinen lediglich zwei Privatzimmern als eine Heilanstalt für Arme und Arbeiter wahrnahm, der zudem eine medizinische Abteilung und eine Frauenklinik fehlten.
Weiter östlich am Lindberghang entstanden, parallel zum Ausbau der Rychenbergstrasse, weitere Villenbauten wie die Villen Bühlhalde und Bühlstein 1873 und  die Villa Rychenberg 1887.  In den 1920er-Jahren entstand dort die Kantonsschule Rychenberg, die nach einer Erweiterung mit der Kantonsschule Im Lee ergänzt wurde (die in den eigentlich älteren Räumlichkeiten ihren Sitz hat).

## Kultur und Freizeit
Insbesondere vom Äusseren Lind ist der Lindberg mit den drei Walcheweihern ein naheliegendes Naherholungsgebiet. Ebenfalls beliebt ist der Aussichtspunkt Bäumli oberhalb der städtischen Rebberge, von dem her man einen guten Blick über einen Grossteil der Stadt hat.
Im Inneren Lind bieten sich als Naherholungsgebiet auch die Parkanlagen und die allgemeine Nähe zur Altstadt an. So befinden sich im Grüngürtel der Stadt Winterthur beispielsweise der Lindengutpark, der Stadtpark oder der Park der Villa Bühler-Egg.
In der Villa Römerholz am Waldrand befindet sich die Sammlung Oskar Reinhart «Am Römerholz», deren Kunstwerke einen Schwerpunkt in der französischen Kunst des 19. Jahrhunderts haben. Erreichbar ist dieses durch einen Museumsbus. Weiter befindet sich in der in Stadtnähe liegenden Villa Bühler-Egg das Münzkabinett und Antikensammlung der Stadt Winterthur.

## Verkehrsanbindung
Wichtige Erschliessungsachsen für das Lind sind einerseits die vom Stadtzentrum weg führenden Haupterschliessungsachsen, die durch das Quartier führen. Diese sind einerseits die St. Galler- und die Römerstrasse im Osten und die Lindstrasse, die später in die Schaffhauserstrasse mündet im Norden. Weiter ist die Rychenbergstrasse im Äusseren Lind als Tangentialstrasse zwischen Veltheim und Oberwinterthur eine wichtige Erschliessungsachse.
Die Erschliessung mit dem ÖV ist einerseits bei den Gebieten in der Nähe zum Hauptbahnhof und Stadtzentrum zur Genüge fertiggestellt. Weiter ist für die Erschliessung des Inneren Lind die Buslinie 1 (Oberwinterthur – HB – Töss) wichtig, die entlang der Römerstrasse verläuft, und auch die entlang der St. Gallerstrasse verkehrenden Linien 3, 5 und 7. Weiter verkehrt im Äusseren Lind entlang der Lind- und Schaffhauserstrasse die Linie 3 (Rosenberg – HB – Oberseen), und über die Rychenbergstrasse verkehrt die Linie 10 (HB – Bahnhof Oberwinterthur). An den Wochenenden verkehren die Nachtbuslinien 1 (Oberwinterthur – HB – Töss – Dättnau) und 3 (Rosenberg – HB – Oberseen), die praktisch deckungsgleich zu den jeweiligen Taglinien verkehren.
Weiter verläuft insbesondere die geplante Veloroute 1 (Hauptbahnhof – )Lindbrücke – Stadtrain – Oberwinterthur – Technorama – Frauenfeld durch das Quartier.